# Gil González de Ávila
Ne doit pas être confondu avec Gil González Dávila.
Pour les articles homonymes, voir Gil González, González et Ávila (homonymie).
Gil González de Ávila, né en 1570 ou 1577 à Ávila et mort le 25 avril 1658, est un historien castillan.

## Biographie
Il passa son enfance à Rome, où il fut éduqué chez le cardinal Pedro de Deza. De retour dans son pays à l'âge de 20 ans, il s'installa à Salamanque. Appelé en 1612 à Madrid, il fut nommé historiographe du roi de Castille.

## Œuvre
Il a publié :
- Théâtre des choses grandes de Madrid ;
- Théâtre des églises d'Espagne ;
- Théâtre des Indes ;
- Histoire des antiquités de Salamanque, etc.

### Sources et bibliographie
Cet article comprend des extraits du Dictionnaire Bouillet. Il est possible de supprimer cette indication, si le texte reflète le savoir actuel sur ce thème, si les sources sont citées, s'il satisfait aux exigences linguistiques actuelles et s'il ne contient pas de propos qui vont à l'encontre des règles de neutralité de Wikipédia.